# 借景
借景（しゃっけい、英語: Borrowed scenery、中国語: jièjǐng）は、日本庭園や中国庭園における造園技法のひとつである。伝統的な東アジアのガーデンデザインに見られる「庭園の構成に背景景観を取り入れる」という原則である。「景観の借用」という用語は中国語を起源としており、17世紀の庭の論文「園冶」でみられる。

## 概要
庭園外の山や森林などの自然物等を庭園内の風景に背景として取り込むことで、前景の庭園と背景となる借景とを一体化させて景観を形成する手法。庭園外の自然物等についても庭園景観の重要な構成要素とするため、近年の都市開発に際して借景とする山そのものの開発やビルなどの高層建築の建設による景観の変化などについて、借景の破壊という面で紛争が生じることがある。
借景庭園は、建物から見て、4つのデザイン要素を含む構成として設計されている。第一に、庭園は建物の敷地内にある必要がある。第二に、借景として存在しているもの、つまり遠くの山の景色などを写し取るための物体の存在を必要とする。第三に、デザイナーは、自分が見せたい特徴のみを明らかにするために景色を編集する。第四に、借用した風景は庭の前景と関連し、それを反映している。

## 中国の借景庭園
- 拙政園（蘇州古典園林の1つ）[7]
- 網師園（蘇州古典園林の1つ）[7]
- 頤和園（北京）

## 著名な借景庭園と借景とする背景
- 修学院離宮（比叡山）[8]
- 円通寺の枯山水庭園（比叡山）[8][9]
- 天龍寺の曹源池庭園（嵐山・亀山）[2][10][9]
- 依水園（東大寺南大門・若草山）[11]
- 栗林公園（紫雲山）[12][13][9]
- 玄宮園（彦根城天守）[9]
- 足立美術館枯山水庭（勝山）[14]
- 仙巌園（桜島）[15]
- 無鄰菴（京都の東山）
- 清水寺・成就院（比叡山）[16]

## 借用風景とモダニズム
デザイン技法としての借景は、1960年代のモダニスト建築理論でも概念化された。この理解は日本の建築家たちの間で明確にされており、そしてそれはモダニズム建築における主要なトピックである内部と外部の空間の連続性を設計することへの最大の努力となっていった。近代建築でインターナショナル・スタイルの建築家は、日本建築のシンプルさとその空間構成を高く評価した。建築論の観点から見ると、景を借りるということは固定された三次元の可塑的であるとしてもみられていたので、通常どこから見ても「借用できている」風景として導入される。

## 中国庭園マニュアル「園冶」での借景
1635年ごろの中国庭園のマニュアル園冶によると、借景の4分類として、遠借（山・湖など）、隣借（隣接する建物と特徴）、仰借（雲・星）、俯借（岩・池）がある。園冶の最終章は「Jiejing」と「借景」である。この章では、景観の借用が単一のデザインのアイデアではなく、ランドスケープデザインの理念の本質であることを明らかにする。絶え間なく変化する気分や風景の外観は、完全に動いていても独立した機能であり、それが造園の主体となっている。庭を作ることができるようにするためには、庭の製造業者は場所の景色にと溶けあう必要がある。それはデザインを動かす人を含む自然の生態についてである。借景「jiejing」の拡張された意味は、最近中国のランドスケープアーキテクチャー理論で注目を集めている。

## 作庭記による借景と日本庭園
「借景」という用語は、現存する最古の日本庭園のマニュアル、作庭記には記載されていない。しかし、この文書は、平等院の設計者、藤原頼通の息子である橘俊綱によるもので、最初の原則の1つとして記録されている。
日本の庭園組織を導く3つの原則は、生得の山水、湖畔に従う、風情である。
ほどよく壮観ではないバージョンを人工的に作庭するのではなく、生きている自然を捉えようとする「借景」は、これらの類型での最初期のものを暗示すると見なすことができる。
外の風景の中に向ける関心の起源は、平安時代の庭園、寝殿造庭園など、日本のエリート層は現地旅行で思いをこじらせ、中国からの独立した国家のアイデンティティと個人的な富の誇示強化を含む試みや、旅行から戻ったときから芸術、武器、または陶器などで成し遂げることができることよりも、より壮大な方法でこれらの旅行成果を家で物理的に明示したいと思うだろう。このように、借景は、日本北部で見られる他国の風景を奈良と京都南部の都市に統合するために導入されていったのである。

## 借景の維持
借景は、他人の土地や土地の植生、建築物等に依存するため、永続性が保障されることはない。日本屈指の庭園を有する足立美術館の例では、借景を維持するために山林の一部を購入することまで行った。